# Diocèse de Kuopio
Le diocèse de Kuopio est l'un des diocèses de l'Église luthérienne de Finlande. Son siège épiscopal se situe à la cathédrale de Kuopio.
Son territoire couvre la Savonie du Nord, le Kainuu et la Carélie du Nord.